# NGC 7727
NGC 7727 is een balkspiraalstelsel in het sterrenbeeld Waterman. Het hemelobject werd op 27 november 1785 ontdekt door de Duits-Britse astronoom William Herschel.

## Synoniemen
- MCG -2-60-8
- IRAS 23367+2651
- VV 67
- Arp 222
- PGC 72060